# 湘南暴動
湘南暴動，又稱湘南起義、年關起義，是1928年（1月12日－3月中旬）國民政府統治中國大陸時期，中國共產黨在湖南省南部發动的一起武裝暴动。

## 起因
1927年，南京的蒋介石和武汉的汪精卫先后分共清党，中共亦积极准备武装暴动，国共合作的局面彻底破裂。湘南地區是共產黨活动活躍地区，中共伺机佔領湘南地區作革命根據地。

## 經過
1927年冬，中共湘南特委在湘南各縣城鎮和鄉村中恢復和建立了工會、農會及起義隊、赤衛隊等組織，為湘南暴動埋下伏筆。
1928年1月中，中共將領朱德、陳毅率領南昌起事軍餘部二千餘人，從粵北轉至湘南宜章縣境。此前，中共湘南特委已於1927年12月6日制定《湘南暴動計劃》。故此朱德得知宜章縣城的守衛軍力量空虛，就提出了智取宜章的方案。偽裝成國民革命軍第16軍140團團副的身份，率領一支先遣隊進駐宜章，穩住宜章的政府高層後，大部隊隨即跟進。為了不讓國民政府要人逃脫，朱德要胡少海以「宴請桑梓父老」為名，對準備捉拿的人都送去請柬，並在宴前設下埋伏，以便一網打盡。 
2月21日下午，胡少海帶領先遣隊開進宜章縣城。22日下午，朱德、陳毅率餘部開進宜章縣城。宴會在縣參議會裏舉行。酒過三巡，朱德落杯為號，起事軍一擁而入，槍口對準國民政府的縣長、官員及當地士紳。與此同時，陳毅、王爾琢指揮起事軍，迅速佔領了駐在當地東山養正書院的團防局和警察局，俘虜400餘人。
然後，朱德下令放出被捕的人眾，並開倉把糧食分予當地工農群眾。 
2月23日上午，中共宜章縣委在西門廣場召開群眾大會，慶祝暴動勝利。朱德宣佈起事軍改名為「工農革命軍第一師」，朱德任師長，陳毅任黨代表，王爾琢為參謀長。
國民政府得悉此訊後，遂命令獨立第三師師長許克祥「即日進剿，不得有誤」。許受命後立即帶著全師人馬，從廣東樂昌日夜兼程北上，欲平定湘南的暴動。朱德即率領部隊秘密撤出宜章縣城，隱蔽在鄉間，與當地農民配合，坪石一戰，以少勝多，擊潰了許克祥的兵力。隨後重佔宜章，成立了宜章縣蘇維埃政府。 
在此期間，安仁、茶陵、桂東、汝城、臨武、嘉禾、桂陽、常寧、衡陽縣大部地區的農民，也紛紛舉行起事，起事軍佔領湘南十多個縣，廣泛鼓動工農群眾，建立紅色政權，工農革命軍很快發展到1萬餘人。3月中旬，湘南特委在永兴县太平楼召开湘南工农兵代表大会，成立了湘南苏维埃政府。

## 焦土战略
3月下旬，國民政府湘粤两省军队7个师从南北西三面联合进攻湘南地区。在“使小资产变为无产，然后强迫他们革命”的口号影响下，湘南特委提出了“焦土战略”，硬性推行焚烧湘粤大道两侧30里内房屋和烧毁郴州等县城的决定，以使敌军进入湘南后无房可住，无法立足。指示下达后，遭到朱德、陈毅等党员干部的抵制。为此，陈佑魁领导的湘南特委召开特委会议，决定将焚烧范围缩小至湘粤大道两侧各5里，并向各级干部施加压力，强令执行，没有商量余地。一些干部开始在大道旁烧毁少数房屋。

## 郴州事件
消息传到郴州，立即遭到大部分群众的强烈反对。3月21日，中共郴州县委在县城城隍庙召开群众大会，县委书记夏明震向群众做解释工作。会前群众自发“赞成烧房子的站一边，不赞成烧房子的站一边”，大多数老百姓都站到了不赞成烧房子的一边。夏明震上台发言，代表县委解释“坚壁清野”的理由，引起会场一阵骚动。妇女干部何善玉也上台讲话，阐明县委的苦衷，台下群众却表现出极度的愤怒。台下有人叫喊：“烧房子就是不行！”“杀死他们！”，几名群众手舞大刀蹿上台去，将台上夏明震等9名党政军领导干部砍死，引发台下群众使用大刀、梭镖、锄头等械斗，当场死伤200余人。县城内的县总工会、共青团训练班、少先队等机关团体也遭到冲击，县委机关也被洗劫一空。
22日上午，在城内寿福殿召开了反共大会，成立了“反共总队”。郴县县委、区党组织仍然支持中共的农军、赤卫队和工人进行武装反击，郴州城内陷入混战。特委派陈毅率两个连前往平乱，同时向周围数县发出通知，调动部队，前往郴州，平定了郴县动乱。
陈毅不久被任命为郴县县委书记，湖南省委及湘南特委也调整了特委书记陈佑魁的工作。陈毅再次在城隍庙召开群众大会，首先代表县委作公开检讨，承认烧毁大路两侧房子的决定是错误的，指出所谓的“焦土战略”也是极其荒谬可笑的；同时宣布在以后的工作中，不准烧房子，不准乱搬家，不准乱造谣，不准乱起哄等，党群关系得到缓解。此次群众性事件被称为“反白事件”或“郴州事件”。

## 撤出根据地
由于中共湘南特委错误的政策损害了人民群众利益，致使工农革命军无法在当地立足。朱德、陳毅率起事部隊撤離湘南地區，向井岡山轉移，與毛澤東率領的秋收起义部隊會師後，創建了「井岡山革命根據地」。

## 影響
此事令中共聲勢進一步壯大，亦種下日後的朱毛會師，使中共繼續有力地與國民政府鬥爭。

## 外部連結
- 蘇俄命令中共在中國實行武裝暴動和燒殺政策（黃花崗網）
- 永遠的豐碑-紅色記憶：湘南起義 （页面存档备份，存于）